# تپه ابرغان
تپه ابرغان مربوط به دوران تاریخی پس از اسلام است و در شهرستان سرآب، بخش مرکزی روستای ابرغان واقع شده است. این اثر در تاریخ ۱ فروردین ۱۳۴۷ با شمارهٔ ثبت ۷۹۸ به‌عنوان یکی از آثار ملی ایران به ثبت رسیده است.